# Acraea ascrepticia
Acraea ascrepticia är en fjärilsart som beskrevs av Embrik Strand 1912. Acraea ascrepticia ingår i släktet Acraea och familjen praktfjärilar. Inga underarter finns listade i Catalogue of Life.